# هرکولس (کشتی‌گیر)
هرکولس (انگلیسی: Hercules; ۷ مهٔ ۱۹۵۶ - درگذشت ۶ مارس ۲۰۰۴) کشتی‌گیر کشتی حرفه‌ای اهل ایالات متحده آمریکا بود.
از فیلم‌ها یا برنامه‌های تلویزیونی که وی در آن نقش داشته است می‌توان به رسلمانیا ۳ اشاره کرد.